# Paul John James
Paul John James (Cardiff, Gales; 11 de noviembre de 1963) es un exfutbolista canadiense nacido en Gales que jugó como centrocampista. Dirigió a la selección sub-20 canadiense y los condujo al Campeonato Mundial Juvenil de la FIFA 2001 en Argentina 2001. También entrenó a la selección de Bahamas en 2011.

## Trayectoria
Se convirtió en un centrocampista de primera clase mientras estaba con Toronto Blizzard. En el equipo, anotó contra el entonces famoso New York Cosmos.
Jugó en la Liga de Fútbol de América del Norte y la Liga de Fútbol Canadiense, donde obtuvo los honores de las estrellas del primer equipo en cuatro ocasiones consecutivas. También tuvo un breve período con el equipo de la liga inglesa Doncaster Rovers.

## Selección nacional
Se convirtió en ciudadano canadiense en 1983 y llegó a la escena internacional cuando hizo apariciones completas para Canadá en los Juegos Olímpicos de 1984 en Los Ángeles.
Marcó un gol crítico contra Costa Rica en Toronto en 1985, que ayudó a su país a clasificarse para su primera Copa Mundial de Fútbol. Ya estando en territorio azteca, jugó los tres partidos.

### Participaciones en Juegos Olímpicos
| Torneo                   | Sede        | Resultado        |
| ------------------------ | ----------- | ---------------- |
| Juegos Olímpicos de 1984 | Los Ángeles | Cuartos de final |

### Participaciones en Copas del Mundo
| Mundial                        | Sede   | Resultado    |
| ------------------------------ | ------ | ------------ |
| Copa Mundial de Fútbol de 1986 | México | Primera fase |

## Clubes
| Club              | País       | Año       |
| ----------------- | ---------- | --------- |
| Toronto Blizzard  | Canadá     | 1983-1986 |
| Hamilton Steelers | Canadá     | 1987-1988 |
| Doncaster Rovers  | Inglaterra | 1988      |
| Ottawa Intrepid   | Canadá     | 1989      |
| Hamilton Steelers | Canadá     | 1990      |
| Toronto Blizzard  | Canadá     | 1991      |
| London Lasers     | Canadá     | 1992      |

## Palmarés

### Títulos internacionales
| Título                                | Equipo | Sede   | Año  |
| ------------------------------------- | ------ | ------ | ---- |
| Campeonato de Naciones de la Concacaf | Canadá | Varias | 1985 |